# John Rochester
Pour les articles homonymes, voir Rochester.
John Rochester, né vers 1498 dans un village du Essex et mort le 11 mai 1537 à York, est un prêtre Chartreux, ermite et martyr catholique anglais, exécuté pour avoir refusé de reconnaître le roi Henri VIII comme chef suprême de l'Église d'Angleterre. 

## Biographie
Issu d'une famille attachée à l'Église catholique - son père est un des conseillers de la reine Marie Ire - il se sent appelé à la vocation religieuse. Il entre à la chartreuse de Londres à une date imprécise. Lorsque Henry VIII demande à tous les religieux et moines du royaume de le reconnaître par serment comme chef suprême de l'Eglise celui-ci refuse. Il est alors conduit de force avec un autre frère James Walworth vers la Chartreuse saint Michel de Hull dans le Yorkshire. On espère qu'un tel exil le fera changer d'avis.
Au cours de l'année 1536 le Lincolnshire comme dans la région de York la résistance contre la mise en place de la nouvelle religion semble augmenter. Le gouvernement cherche alors à réprimer toute opposition. John Rochester, connu pour son refus de se conformer, est alors condamné à mort pour l'exemple. Il est exécuté par pendaison ainsi que James Walworth. Leurs cadavres sont exposés sur les remparts de la ville,.

## Vénération
Membre des Cinquante-quatre martyrs anglais, il est béatifié en 1886 par le pape Léon XIII. On le compte aussi parmi les dits martyrs de la Chartreuse de Londres.

### articles connexes
- Martyrs d'Angleterre et du pays de Galles
- Quarante martyrs d'Angleterre et du pays de Galles
- Quatre-vingt-cinq martyrs d'Angleterre et de Galles
- Martyrs de Douai
- Cent sept martyrs d'Angleterre et du pays de Galles